# Gustav Adolf Anrich

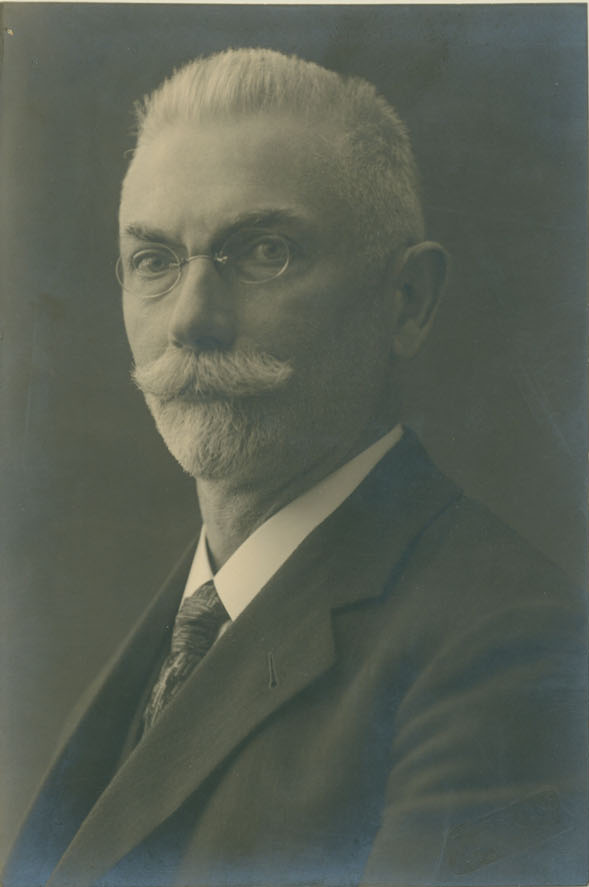
Gustav Adolf Anrich

Gustav Adolf Anrich  (* 2. Dezember 1867 in Runzenheim (Elsass); † 13. November 1930 in Tübingen) war ein deutscher evangelischer Theologe.

## Leben
Gustav Adolf Anrich stammte aus einer Pfarrer- und Richterfamilie, die seit ca. 1740, aus Sargans kommend, in Straßburg und im Elsass lebte.
Er war 1894–1901 Pfarrer in Lingolsheim und leitete danach das Theologische Studienstift in Straßburg, wo er sich schon 1894 für Kirchengeschichte habilitiert hatte. 1903 wurde er zum außerordentlichen und 1914 zum ordentlichen Professor berufen. Er war ab 1919 Professor an der Universität Bonn und ab 1924 an der Universität Tübingen. Dort amtierte er 1928–1929 als Rektor. 1924–1930 war er Vorsitzender des Wissenschaftlichen Instituts der Elsaß-Lothringer im Reich an der Universität Frankfurt.
Er befasste sich insbesondere mit alten Kirchengeschichte im Zusammenhang mit dem antiken Mysterienwesen sowie mit der Entstehung des Heiligenkultes. Außerdem forschte er über die Reformationsgeschichte seiner elsässischen Heimat, vor allem mit dem Straßburger Reformator Martin Bucer. Sein Werk über die Geschichte der Universität Straßburg von 1872 bis 1918 blieb unvollendet.
Sein Porträt hängt in der Tübinger Professorengalerie.
Aus der 1898 geschlossenen Ehe mit Martha geb. Brahts hatte Anrich zwei Söhne, Eduard (* 1899) und Ernst, die Gymnasialdirektor bzw. Geschichtsprofessor in Straßburg wurden.

## Werke (Auswahl)
- Das antike Mysterienwesen in seinem Einfluss auf das Christentum. Vandenhoeck & Ruprecht, Göttingen 1894 (= Dissertation Universität Straßburg), Nachdruck: Olms, Hildesheim 1990, ISBN 3-487-09283-2.

- Der moderne Ultramontanismus in seiner Entstehung und Entwicklung. Mohr, Tübingen 1909.

- Hagios Nikolaos. Der Heilige Nikolaos in der griechischen Kirche.  Texte und Untersuchungen. Zwei Bände. Teubner, Leipzig 1913–1917.

- Martin Bucer. Trübner, Strassburg 1914.